# Satiri (Marvel Comics)
Satiri (Hellions) è il nome assunto da due gruppi di mutanti dell'universo Marvel, il primo venne creato da Chris Claremont (testi) e Sal Buscema (disegni) nel 1984 e pubblicato dalla Marvel Comics: la sua prima apparizione si ritrova nel numero 16 della testata New Mutants (prima serie) come antagonisti dei Nuovi Mutanti; il secondo e più recente gruppo fu ideato da Christina Weir (testi) e Nunzio DeFilippis per il numero 10 della seconda serie di New Mutants.

## Prima formazione
I primi Satiri erano stati reclutati da Emma Frost affinché lavorassero per il Club infernale, erano composti da:
- Catseye (Sharon Smith), aveva il potere di trasformarsi in una forma felina o semi felina, dalla pelliccia color porpora e con sensi ed abilità animalesche
- Empath (Manuel de la Rocha), abile a percepire ed a manipolare lo stato emozionale degli esseri viventi
- Jetstream (Haroun ibn Sallah al-Rashid), capace di generare una energia bio-termica, utilizzata per volare e muoversi a grande velocità
- Beef (Buford Wilson), forza sovrumana con limitata resistenza ai colpi
- Bevatron (fumetto) (Fabian Marechal-Julbin), capacità di generare potenti colpi bioelettrici dal suo corpo
- Roulette (Jennifer Stavros), capacità di influire ed alterare le probabilità, attraverso l'emissione di dischi colorati di energia
- Tarot (Marie-Ange Colbert), abilità precognitive attraverso la lettura dei tarocchi, abilità di materializzare le figure dei tarocchi
- Warpath (James Proudstar), ha forza, agilità e sensi iper sviluppati, con inoltre un fattore di guarigione
- Firestar (Angelica Jones), capacità di manipolare e proiettare radiazioni di microonde, che le consentono di volare e proiettare calore

Emma Frost li addestrò nell'uso dei propri poteri nella sua Massachusetts Academy perché intendeva usarli per dare sempre più potere al Club infernale e per accrescere la sua importanza all'interno dell'organizzazione. Molti di loro vennero uccisi da Trevor Fitzroy.
Tuttavia Tarot riapparve nella terza reincarnazione dei Satiri guidata da King Bedlam e comprendente Magma, Feral e i nuovi arrivati Switch (in grado di entrare nel corpo di un altro mutante, che inconsapevolmente va a occupare il suo, nei suoi paraggi) e Paradigm (un cinese volutamente infettatosi con il Virus Phalanx e molto simile al secondo Warlock).
Nel mezzo di questi due gruppi aveva operato per pochissimo tempo una seconda formazioni di Satiri creata dal malvagio Emplate per distruggere i membri di Generation X. Tutti i membri di questa squadra sono svaniti nell'oblio, mentre King Bedlam e Tarot sono stati privati dei poteri durante Decimation, mentre le loro forze hanno dato vita al pericoloso Collettivo.

## I Satiri in "New X-Men"
Nell'ambito della pubblicazione dei fumetti dei New X-Men, curati dagli autori Christina Weir e Nunzio De Filippis, venne decisa la riorganizzazione del corpo studentesco dello Xavier Institute, con la formazione di numerosi gruppi di studenti, guidato ciascuno da un Tutor tra gli X-men. Lo scopo di questa divisione era mirato a garantire l'addestramento e l'insegnamento necessari, affinché in un futuro i ragazzi diventassero X-Men anch'essi. In qualità di Tutor di uno di questi gruppi, Emma Frost selezionò alcuni studenti e li battezzò Satiri, in memoria del gruppo di suoi vecchi allievi, perlopiù ormai deceduti. Oltre a ciò, Emma contribuì anche nella scelta di alcuni dei loro nomi in codice.
Questa squadra è composta da:
- Satiro (Julian Keller): capo della squadra e telecineta molto potente.
- Mercury (Cessily Kincaid): ha il corpo trasformato perennemente in mercurio organico non tossico (un metallo liquido), che può modellare e manipolare a piacimento, solidificandolo poi nella forma desiderata.
- Rockslide (Santo Vaccaro): ha il corpo composto di roccia e la capacità di eiettare con violenza una parte del suo corpo (potendo recuperarla con una sorta di "effetto boomerang"), ha dimostrato in seguito di riuscire anche a ricomporsi completamente dopo essersi frantumato in centinaia di pezzi.
- Tag (Brian Cruz): (deceduto) aveva limitati poteri psionici, con un solo tocco ad una persona poteva far sì che le persone attorno a lei se ne allontanassero disgustate o si avvicinassero attratte da lei.
- Wither (Kevin Ford): ha la capacità di disintegrare la materia organica con il solo tocco, ad esempio ridurre in polvere l'intero corpo di una persona, solo toccandola per alcuni secondi; è un potere che non riesce a controllare e quindi gli crea numerosi problemi e di fatto si veste senza lasciare scoperto nemmeno un centimetro della propria pelle, tranne la testa; inoltre il suo tocco lo induce ad avere una sorta di "fame" che lo induce sempre a consumare nuovo materiale organico; all'inizio fu membro della squadra dei Nuovi Mutanti ma in seguito scelse di entrare nei Satiri, avendo perso fiducia in Moonstar, la sua tutor. (Attualmente ha abbandonato la scuola e si trova ad accompagnarsi a Selene, la ex Regina nera del Club Infernale).
- Dust (Sooraya Quadir): mutante di origine afghana, caratterizzata dal vestire sempre il suo tipo di burqa, Dust può trasformarsi in sabbia o in polvere, capace di esplodere o di rotare ad altissima velocità; nel suo movimento rotatorio può attrarre altra sabbia o polvere o altri piccoli oggetti, presenti nell'ambiente, dando vita a vere e proprie tempeste di sabbia; la forza dell'attrito delle sue particelle di sabbia rotanti ha dimostrato di essere addirittura in grado di spolpare coloro che lambisce.
- Icarus, alias Joshua Guthrie: (deceduto), era dotato di un basso fattore rigenerante, era capace di volare grazie ad un paio di ali dalle penne rosse, infine le sue corde vocali avevano subito una mutazione che gli permetteva di riprodurre tutti i tipi di suoni.

I Satiri vinsero il torneo tra le squadre studentesche, le quali vennero però sciolte dopo gli eventi apportati da House of M, in cui la maggior parte dei mutanti perse i propri poteri; Icarus e Tag inoltre restarono uccisi a causa degli interventi antimutanti dei seguaci del reverendo Stryker. Ora i restanti Satiri sono entrati a far parte dei New X-Men, capitanati da Surge.